# The Love She Sought
The Love She Sought es un telefilme estadounidense de drama de 1990, dirigido por Joseph Sargent, escrito por Ron Cowen y Daniel Lipman, está basado en una novela de Jon Hassler, musicalizado por Charles Bernstein, en la fotografía estuvo Jack Conroy y los protagonistas son Angela Lansbury, Denholm Elliott y Cynthia Nixon, entre otros. Este largometraje fue producido por Andrew J. Fenady Productions, Arnold Productions, Metro-Goldwyn-Mayer y Orion Television Entertainment; se estrenó el 21 de octubre de 1990.

## Sinopsis
Agatha McGee, una mujer mayor, maestra de primaria en un colegio católico en Minnesota, se lleva mal con el nuevo obispo Richard Baker. Como consecuencia, deja el trabajo y se va a Irlanda, allí busca a su enamorado, James O'Hannon, con el que se comunica desde hace cinco años.